# 馬爾他電影提名奧斯卡最佳國際影片獎競賽列表
馬爾他首次遞交奧斯卡金像獎的最佳國際影片獎，是在2014年的第一次。奧斯卡最佳外語片獎由美國電影藝術與科學學院頒發，為奧斯卡獎中頒發給年度美國以外最佳非英語電影的獎項。該獎項原名為「奧斯卡最佳外語片獎」，但學院認為「外語」該詞已過時，所以於2019年4月更名為「最佳國際影片獎」。

## 遞交作品
馬爾他向奧斯卡獎遞交的電影如下：
| 年份 （屆別） | 中文片名 | 原片名   | 語言           | 導演            | 結果   |
| ------------- | -------- | -------- | -------------- | --------------- | ------ |
| 2014 第87屆   | 西姆沙号 | Simshar  | 馬爾他語       | 丽贝卡·克雷莫纳 | 未入圍 |
| 2021 第94屆   | 沧海渔生 | Luzzu    | 马耳他语       | Alex Camilleri  | 未入圍 |
| 2022 第95屆   | 卡門     | Carmen   | 马耳他语、英語 | 瓦莱丽·布哈吉尔 | 未入圍 |
| 2024 第97屆   | 城堡     | Castillo | 马耳他语       | 阿比盖尔·马利亚 | 待定   |

## 另請參見
- 奧斯卡最佳外語片
- 获奥斯卡金像奖的非英语电影

## 外部連結
- The Official Academy Awards Database （页面存档备份，存于）
- The Motion Picture Credits Database （页面存档备份，存于）
- IMDb Academy Awards Page （页面存档备份，存于）